# 名取重治
名取 重治（なとり しげはる、1951年〈昭和26年〉 - ）は、日本の政治家。長野県富士見町長（2期）。

## 経歴
長野県富士見町生まれ。富士見小学校、富士見高原中学校（現：富士見中学校）、諏訪清陵高等学校、三重大学農学部卒業。卒業後はチノンテック株式会社に勤務し、総務部長を務めた。
2001年（平成13年）10月1日、チノンテック株式会社を辞職し、富士見町収入役に就任。
2004年（平成16年）4月1日から2009年（平成21年）9月30日まで、富士見町助役を務めた。
2013年（平成25年）9月6日、再び富士見町副町長に就任。
2017年（平成29年）8月1日告示、8月6日投票の富士見町長選挙に無所属で出馬。無投票で当選。8月29日、町長就任。
2021年（令和3年）、元長野県副知事の中島恵理を破り再選。

## 町政

### 移住･定住相談窓口の設置
2021年（令和3年）6月1日に、移住･定住相談窓口「ウツリスムステーション」を富士見駅に設置。